# Stanley Cavell
Stanley Louis Cavell (ur. 1 września 1926 w Atlancie, zm. 19 czerwca 2018 w Bostonie) – amerykański filozof, znany z pracy w ramach tradycji filozofii analitycznej i „kontynentalnej” jednocześnie. Zajmował się również problematyką etyczną i filozofią kina. Znawca sceptycyzmu, przedstawiciel jego „łagodnej” wersji, wpisanej w tradycję wittgensteinowską.
Pod koniec życia był emerytowanym profesorem estetyki i ogólnej teorii wartości (Emeritus of Aesthetics and the General Theory of Value) na Harvardzie.